# 袖振り合うも多生の縁
『袖振り合うも多生の縁』（そでふりあうもたしょうのえん）はChicago Poodleの5枚目のアルバム。

## 解説
前作「Life is Beautiful」から約2年11カ月ぶりとなるオリジナルアルバム。タイトルは「知らない人とたまたま道で袖が触れ合うようなふとしたことも、前世からの深い因縁がある」という意味を表す上方いろはかるたの言葉から付けられた。

## 収録曲
1. ツナグモノ
作詞：山口教仁　作曲：花沢耕太　編曲：Chicago Poodle、麻井寛史
2. Free Bird
作詞：山口教仁　作曲：花沢耕太　編曲：Chicago Poodle、麻井寛史
3. Another Story
作詞：山口教仁　作曲：花沢耕太　編曲：Chicago Poodle、麻井寛史
4. ずっと煌めく君は僕のダイヤモンド
作詞：山口教仁　作曲：花沢耕太　編曲：Chicago Poodle（Strings Arrange：高久知也）
5. 愛のレストラン
作詞：山口教仁　作曲：花沢耕太　編曲：Chicago Poodle、麻井寛史
6. Love Addict
作詞：山口教仁・辻本健司　作曲：花沢耕太　編曲：Chicago Poodle、大楠雄蔵
7. PIN0625
作詞：辻本健司　作曲：花沢耕太　編曲：Chicago Poodle、麻井寛史
8. Made in Smile
作詞：山口教仁　作曲：花沢耕太　編曲：岡本仁志
9. Plesasure/通り雨の帰り道
作詞：辻本健司　作曲：花沢耕太　編曲：宮崎諒
10. Shooting Star
作詞：山口教仁　作曲：花沢耕太　編曲：Chicago Poodle、岩倉さとし
11. ふたりひとつ
作詞：山口教仁　作曲：花沢耕太　編曲：Chicago Poodle、大楠雄蔵
12. 平安の都 京都
作詞：木村英輝　作曲：花沢耕太、長戸大幸　編曲：長戸大幸、鶴沢夢人
13. La・La・La Love & Peace（ボーナストラック）
作詞：木村英輝　作曲：花沢耕太、長戸大幸　編曲：長戸大幸、安部智樹